# Агар, Джон (историк)
Джон Агар (англ. Jon Agar) — британский историк науки и технологий. Доктор философии (1994), профессор Университетского колледжа Лондона, соглава департамента исследований науки и технологий. В 1994—2001 директор Национального архива Великобритании по истории информатики.
Изучал математику в Кембридже, окончил его как бакалавр искусств (1990). Докторскую степень, по истории радиоастрономии, получил в 1994 в Кентском университете под руководством Кросби Смита, биографа лорда Кельвина. В том же году устроился в Центр истории науки, технологий и медицины Манчестерского университета преподавателем истории технологий. В 2003 перешел в Кембридж. В 2006—2007 годах провел год в Гарвардском университете. С 2007 в UCL, ныне профессор и соглава департамента исследований науки и технологий. Пишет о современных технологиях и истории современной науки и технологий. Автор Constant Touch: a Global History of the Mobile Phone и Science in the Twentieth Century and Beyond (Polity Press) {Рец.}. Публиковался в Гардиан, Annals of Science. Его труды критиковались за некоторую поверхностность.
Работы
- The Government Machine: A Revolutionary History of the Computer. Cambridge, Mass.: MIT Press, 2003. 554 pp. ISBN 0-262-01202-2.
- Constant Touch: A Global History of the Mobile Phone. Cambridge: Icon Books, 2003. 172 pp., ISBN 1-84046-419-4. {Рец.}
- Science in the Twentieth Century and Beyond, Polity Press, 2012. 587 pages. ISBN 978-0745634692. {Рец.}

Соредактор "Making Space for Science: Territorial Themes in the Shaping of Knowledge. (Science, Technology, and Medicine in Modern History.)" (374 pp. London: MacMillan Press, 1998) {Рец.}.